# Primera cruzada sueca
La Primera Cruzada sueca fue una expedición militar posiblemente mítica alrededor de 1150, que tradicionalmente se ha considerado como la conquista de Finlandia por Suecia , con la conversión al cristianismo de los paganos finlandeses. Según la leyenda, la cruzada fue llevada a cabo por el rey Eric IX de Suecia junto al obispo Enrique de Uppsala quien lo acompañó y permaneció en Finlandia después de convertirse en un mártir allí.

## Veracidad de la cruzada
Los académicos debaten si esta cruzada en realidad ocurrió. No hay datos arqueológicos que den ningún apoyo para él, y no hay ninguna fuente escrita que describa Finlandia bajo el gobierno de Suecia antes del final de la década de 1240. Por otra parte, la diócesis y el obispo de Finlandia no se enumeran entre sus homólogos suecos antes de la década de 1250.